# Ludwisin
Ludwisin – część miasta Legionowa w woj. mazowieckim, w powiecie legionowskim, położona w zachodniej części miasta.
Dawniej folwark należący do gminy Jabłonna w powiecie warszawskim w woj. warszawskim. 19 maja 1930 roku wszedł w skład nowo utworzonej wiejskiej gminy Legionowo. 1 lipca 1952 gminie Legionowo nadano status miasta, przez co Ludwisin stał się obszarem miejskim; jednocześnie nowe miasto Legionowo weszło w skład nowo utworzonego powiatu nowodworskiego.
Podczas II wojny światowej w latach 1940–1942 na terenie Ludwisina istniało utworzone przez okupanta niemieckiego getto dla ludności żydowskiej. Znajdowało się ono między ulicami (nazewnictwo obecne): Sobieskiego, Mieszka I, Prymasowskiej, Kozietulskiego, Pomorskiej i Zygmuntowskiej. W getcie przetrzymywano między 2500 a 3000 osób, z których większość została wymordowana. Na terenie getta powstał najprawdopodobniej pod koniec 1940 cmentarz dla jego mieszkańców. Znajdował on się na należącej do Aleksandra Wieczorka parceli nr 9, przy skrzyżowaniu obecnych ulic Parkowej i Kozietulskiego.